# يوزيف سميستيك
يوزيف سميستيك (بالألمانية: Josef Smistik)‏ (28 نوفمبر 1905 – 28 نوفمبر 1985) لاعب كرة قدم نمساوي راحل كان يجيد اللعب في خط الوسط .
لعب طوال مسيرته الرياضية في أندية ستادلاو (1921-1926) رابيد فيينا (1926-1937) ستادلاو (1938-1940) فاك (1940-1941) كريمسر (1941-1945).
مثل منتخب النمسا في 39 مباراة مسجلا هدفين (1928-1936). شارك مع منتخب النمسا في بطولة كأس العالم 1934 في إيطاليا حيث احتل المركز الرابع.
تولى تدريب أندية تشافهاوزن (1952-1956) أوستريا فيينا (1958-1959) تشافوهاوزن (1964-1965).

## وصلات خارجية
- يوزيف سميستيك على موقع الاتحاد الدولي (مؤرشف)  (الإنجليزية)
- يوزيف سميستيك على موقع قاعدة بيانات كرة القدم.إي يو (الإنجليزية)
- يوزيف سميستيك على موقع ناشيونال فوتبول تيمز (الإنجليزية)
- سيرة ذاتية